# Бидвил (Арканзас)
Бидвил (енгл. Beedeville) град је у америчкој савезној држави Арканзас.

## Демографија
По попису из 2010. године број становника је 107, што је 2 (1,9%) становника више него 2000. године.
| Група             | 2000.       | 2010.       |
| Белци             | 100 (95,2%) | 101 (94,4%) |
| Афроамериканци    | 4 (3,8%)    | 0 (0,0%)    |
| Азијати           | 0 (0,0%)    | 2 (1,9%)    |
| Хиспаноамериканци | 0 (0,0%)    | 1 (0,9%)    |
| Укупно            | 105         | 107         |